# Віденський економічний університет
Віденський економічний університет (скорочено ВУ) або Віденський університет економіки і бізнесу є найбільшим університетом в Європі і в Австрії, який займається підготовкою фахівців в бізнесі та економіці. До 2008 року університет офіційно називався Віденський університет економіки та бізнес-адміністрування.
В університеті працюють 82 професори, понад 400 науковців. Із 24 200 студентів 23 % складають іноземні учні.

## Історія
Віденський економічний університет був заснований в 1898 році, спочатку іменувався Експортною академією. У 1930 році були введені наукові ступені «дипломований спеціаліст з економіки та організації торгівлі» та «доктор комерційних наук». З 1966 року в університеті можна було отримати ще й ступеня «магістр» і «доктор соціальних та економічних наук».
Чисельність студентів росла з кожним роком, і вже в 1990-х роках перевищувала 20.000.
У даний час ректором університету є професор доктор Крістоф Бадельт (Christoph Badelt).

## Сьогодні
Економічний університет є престижним і відомим у всьому світі. Особливою популярністю він користується у студентів Центральної та Східної Європи. Університет входить до Топ-50 найкращих шкіл бізнесу (займає 16 місце в рейтингу програм MBA) згідно з рейтингом Financial Times.

## Новий корпус
У 2007 році було визначено місце для нового університетського містечка. У 2009 роках в 2 районах Відня почалося будівництво за проектом, у створенні якого брали участь архітектори з Відня, Лондона, Барселони, Мадрида, Гамбурга і Сендая. Серед них всесвітньо відома архітекторка Заха Хадід.
Завершити будівництво планується до 2013 року.
Центром нового кампусу будуть бібліотека і навчальний центр.

## Дослідження
Науковці Економічного університету працюють над наступними темами:
- Бізнес-адміністрування
- Економіка
- Право
- Лінгвістика, що фокусується на бізнес-комунікації
- Соціологія
- Математика і Статистика
- Економічна історія і географія

## Програма навчання
Університет пропонує широку програму навчання, основний фокус якої є сфера економіки. Університет дає можливість отримання цілого ряду економічних спеціальностей, затребуваних на міжнародних ринках праці. В 2007 році Віденський економічний університет був першим акредитований за системою EQUIS (системі акредитацій вищих навчальних закладів).
Університетський кампус складається з чотирьох корпусів, розташований недалеко від центру міста. Всі корпуси і аудиторії обладнані за останнім словом техніки. Тут проходять наукові конференції та симпозіуми. Бібліотека університету вважається найбільшою бібліотекою у сфері економіки в Австрії.
23 % всіх студентів — це міжнародні студенти, більш ніж 1000 студентів по обміну приїжджає щороку і це не дивно: університет активно співпрацює з більш ніж 200 університетами по всьому світу, такими як — Мічиганський університет, Університет Еморі, Університет Бокконі в Мілані, Копенгагенська вища школа економіки (Copenhagen Business School) і HEC в Парижі, а також з безліччю ТОП університетів і шкіл економіки в Східній Європі, на Близькому і Далекому Сході.
Економічний університет пропонує:
- 5 програм навчання на ступінь Бакалавра;
- 11 програм навчання на ступінь Магістра;
- 3 програми навчання на ступінь Доктора.

## Відомі випускники
- Дітріх Матешиць — засновник компанії виробника енергетичних напоїв Red Bull GmbH
- Мартін Шлафф — австрійський підприємець